# Кутифарис
Кутифарис (на гръцки: Κουτίφαρης) е село в Република Гърция, разположено на полуостров Пелопонес. Селото е част от дем Месена и има население от 127 души.

## Личности
Родени в Кутифарис
- Петрос Канелидис (1846 – 1911), гръцки журналист